# (3808) Tempel
(3808) Tempel es un asteroide perteneciente al cinturón de asteroides descubierto por Freimut Börngen desde el Observatorio Karl Schwarzschild, en Tautenburg, Alemania, el 24 de marzo de 1982.

## Designación y nombre
Tempel recibió al principio la designación de 1982 FQ2.
Más tarde, en 1988, a propuesta de Michael Gressmann, se nombró en honor del astrónomo alemán Wilhelm Tempel (1821-1889).

## Características orbitales
Tempel orbita a una distancia media del Sol de 2,307 ua, pudiendo alejarse hasta 2,649 ua y acercarse hasta 1,965 ua. Su excentricidad es 0,1481 y la inclinación orbital 6,332 grados. Emplea 1280 días en completar una órbita alrededor del Sol.

## Características físicas
La magnitud absoluta de Tempel es 13,7.